# Александровський Сергій Сергійович
Сергій Сергійович Александровський (1889, село Герюси Зангезурського повіту Єлизаветпольської губернії, тепер місто Ґоріс, Вірменія — розстріляний 17 серпня 1945, місто Москва, тепер Російська Федерація) — радянський діяч, дипломат, уповноважений Народного комісаріату закордонних справ (НКЗС) СРСР при Раді народних комісарів Української СРР. Член ВУЦВК.

## Життєпис
Народився в дворянській родині юриста. Дитинство провів у місті Томську. Навчався в Томській чоловічій гімназії, з якої у 1907 році був виключений за участь у революційній діяльності. Член РСДРП з 1906 року.
У 1908 році заарештований, в 1909 році засуджений до півтора року ув'язнення в фортеці, наприкінці 1910 року звільнений. Після нетривалої нелегальної партійної роботи в Новомиколаївську та Курську емігрував до Німеччини, де закінчив торгову академію в Мангеймі.
Брав участь в емігрантських соціал-демократичних організаціях, співпрацював з німецькими лівими соціалістами. Після початку Першої світової війни інтернований. У 1918 році, після Брестського миру, звільнений. Брав активну участь у німецькій революції 1918 року, вів агітацію серед матросів міста Кіля. У січні 1919 року брав участь у повстанні «Союзу Спартака». За участь в обороні редакції газети «Форвертс» на Лінденштрассе, серед інших інтернаціоналістів загону Франческо Мізіано, заарештований та ув'язнений у в'язниці Моабіт. У січні 1920 року звільнений із ув'язнення, призначений секретарем бюро з евакуації російських військовополонених з Німеччини. 18 березня 1920 року важко поранений агентом німецької організації «Консул».
У липні 1920 року призначений секретарем місії РРФСР у справах військовополонених у місті Відні (Австрія). У 1923—1924 роках — співробітник центрального апарату Народного комісаріату закордонних справ (НКЗС) СРСР. У 1924—1925 роках — завідувач відділу країн Центральної Європи Народного комісаріату закордонних справ (НКЗС) СРСР.
З 9 липня 1925 до 3 червня 1927 року — повноважний представник СРСР в Литві.
З 6 липня 1927 до 16 травня 1929 року — повноважний представник СРСР у Фінляндії.
У 1929 — 4 травня 1932 року — уповноважений Народного комісаріату закордонних справ (НКЗС) СРСР при Раді народних комісарів Української СРР.
У 1931—1933 роках — радник Повноважного представництва СРСР у Німеччині.
З 4 червня 1933 до 9 червня 1934 року — дипломатичний представник СРСР у Чехословаччині. З 9 червня 1934 до 16 березня 1939 року — повноважний представник СРСР в Чехословаччині.
У 1939—1941 роках — адвокат у Москві.
У роки німецько-радянської війни воював у народному ополченні Москви. Потрапив до німецького полону, потім утік. До жовтня 1943 року був помічником редактора газети «Пламя» партизанської бригади імені Миколи Щорса. 
Заарештований органами НКВС 19 жовтня 1943 року. 4 серпня 1945 року Особливою нарадою при НКВС СРСР засуджено до розстрілу за звинуваченням у шпигунстві на користь фашистської Німеччини. 17 серпня 1945 року розстріляний. 
Посмертно реабілітований у червні 1956 року.
Дружиною Сергій Александровського з серпня 1918 року була оперна примадонна (солістка Віденської опери) Клара Співаковська, яка після розстрілу чоловіка була вислана до міста Єнісейська як «дружина ворога народу».